# Kościół Świętej Trójcy i Najświętszej Marii Panny w Strzelnie

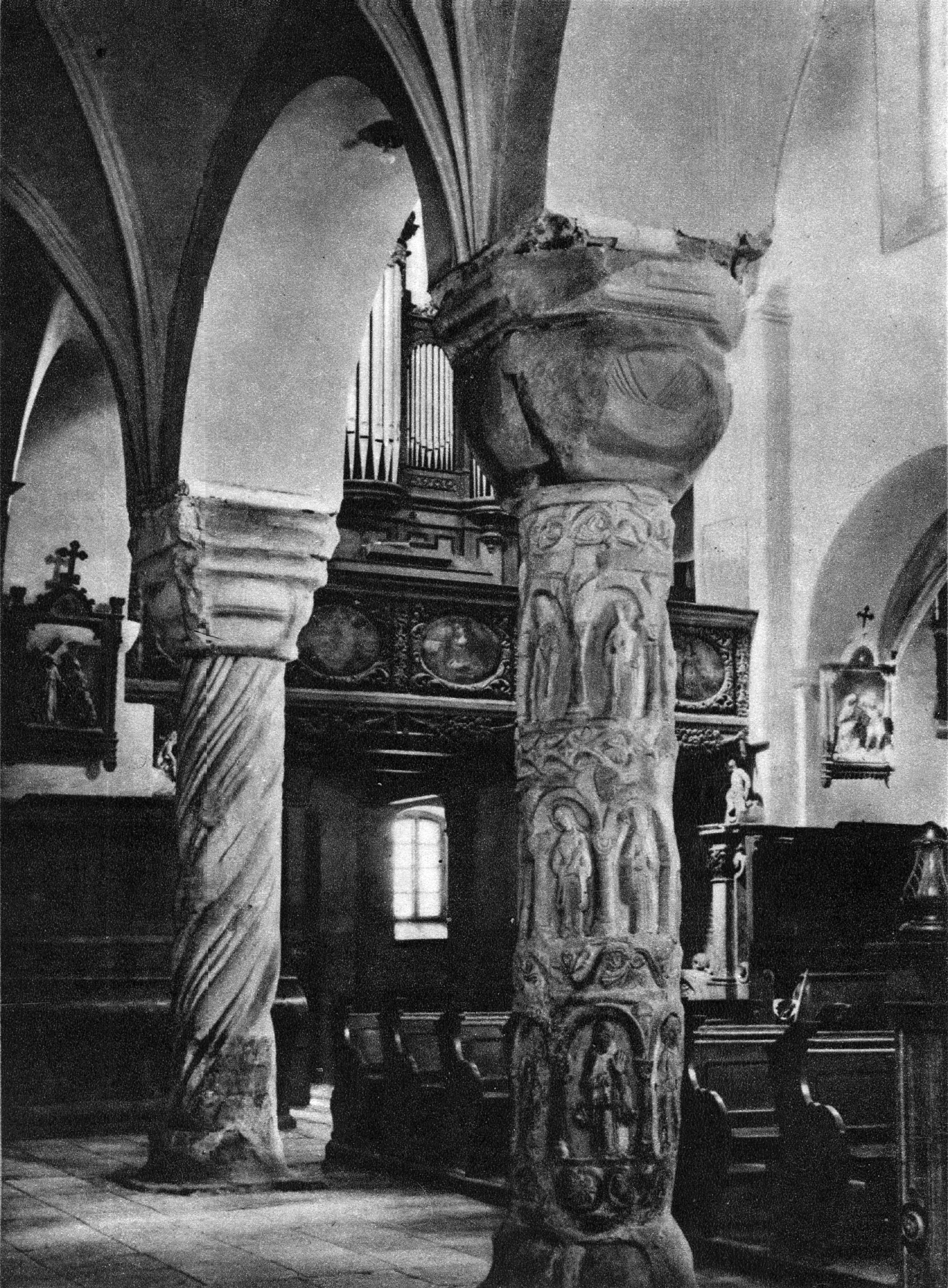
Wnętrze kościoła

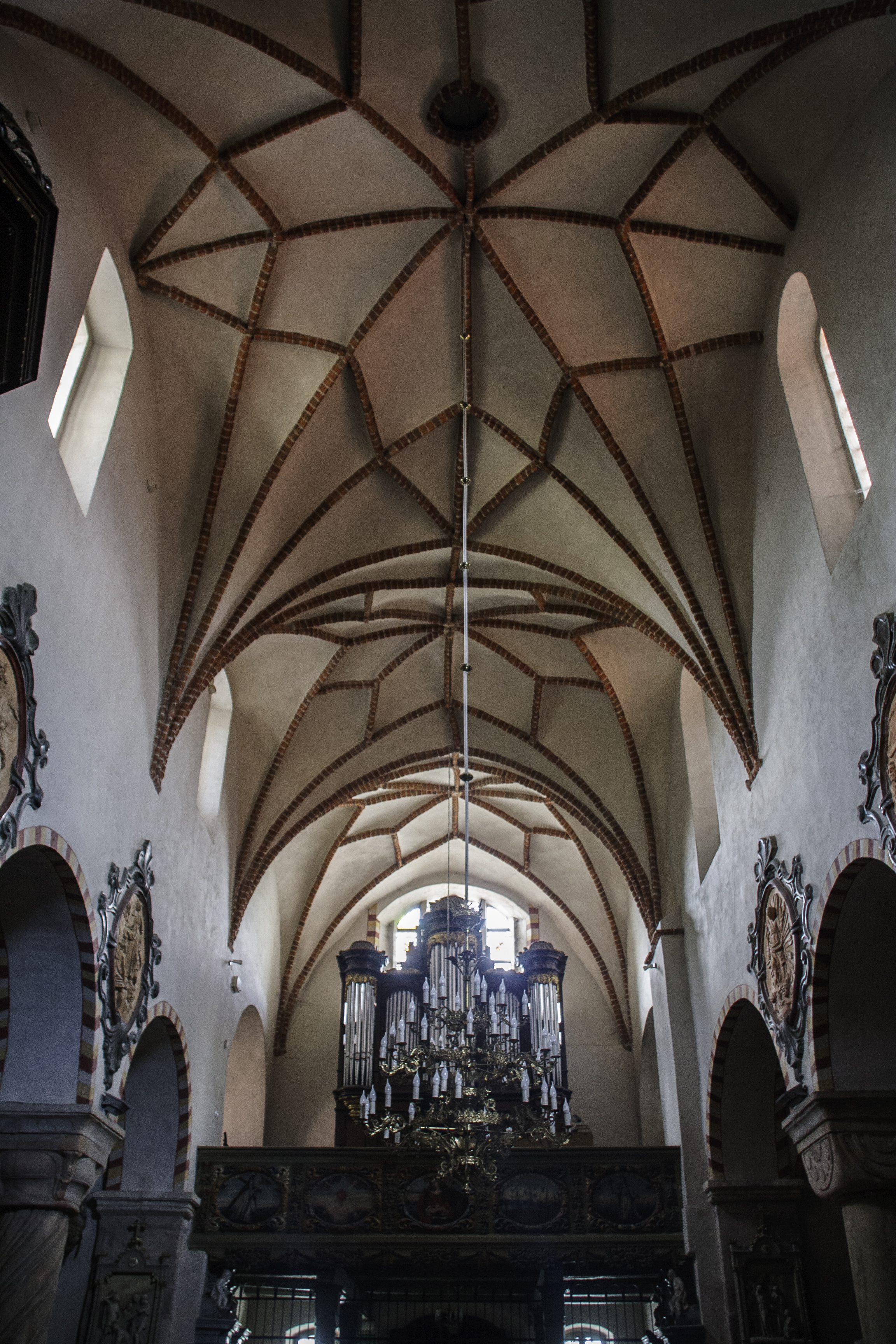
Sklepienie kościoła

Kościół Świętej Trójcy i Najświętszej Maryi Panny w Strzelnie – trójnawowa bazylika z transeptem i zamkniętym apsydą prezbiterium. Należał do opactwa norbertanek. Budowę kościoła z granitowych kostek rozpoczęto w XII wieku i ukończono dopiero w połowie XIII wieku. W 1216 miała miejsce jego uroczysta konsekracja. W późniejszym czasie kościół zbarokizowano. Od 2018 pomnik historii

## Opis budowli

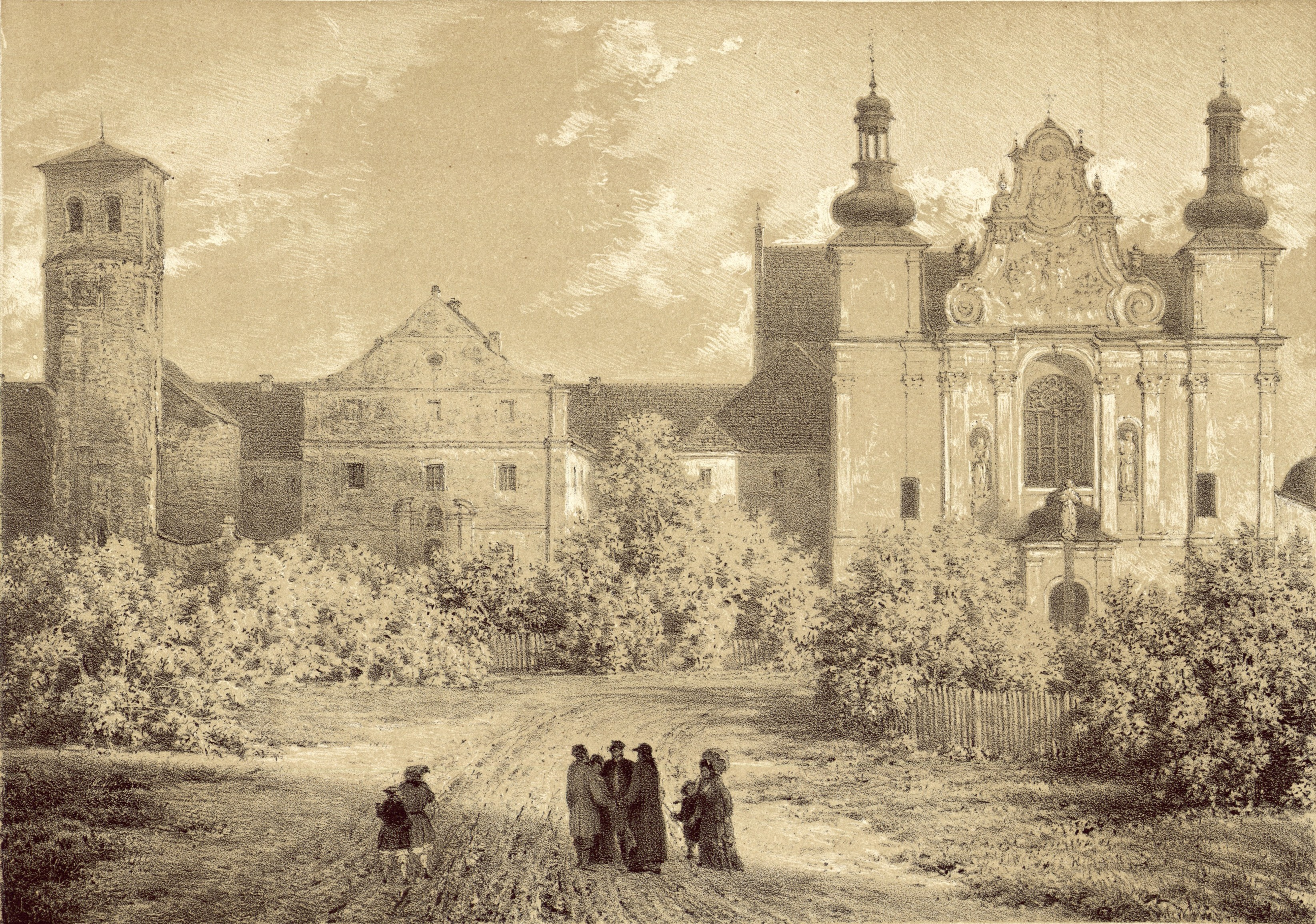
Kościół na litografii Napoleona Ordy (1880)

Do prezbiterium przylegają dwie podłużne kaplice. Początkowo były one symetryczne, jednak podczas rozbudowy w XV wieku kaplicę południową (św. Barbary) poszerzono. Stronę wschodnią dawniej zamykały także dwie okrągłe wieże. Fundamenty wieży północnej widoczne są na zewnątrz kościoła. Fasada zachodnia obecny wygląd otrzymała w pierwszej połowie XVIII wieku, podczas kolejnej przebudowy kościoła. Flankowana jest dwoma wieżami zwieńczonymi hełmami. Z okresu baroku pochodzi także boczna kaplica św. Restytuta umieszczona w południowej części kościoła. Nawy przekryte są gotyckimi sklepieniami: gwiaździste nad nawą główną, krzyżowe nad nawami bocznymi i cztery pola sklepienia krzyżowo-żebrowego, wsparte na jednej kolumience, w kaplicy św. Barbary. 
Do najcenniejszych i najbardziej znanych zabytków znajdujących się w bazylice należą romańskie kolumny. W sumie jest ich siedem. Przy nawie głównej – 4, w tym dwie pokryte płaskorzeźbami i jedna ornamentem śrubowym, dwie duże w kaplicach przy prezbiterium (jedna jest jeszcze nieodsłonięta) i jedna mała w kaplicy św. Barbary, ozdobiona ornamentem roślinnym.
Kościół posiada także organy 24 głosowe, piszczałkowe o trakturze mechanicznej, wybudowane przez firmę Sauer z Frankfurtu nad Odrą w II połowie XIX w.

## Kolumny

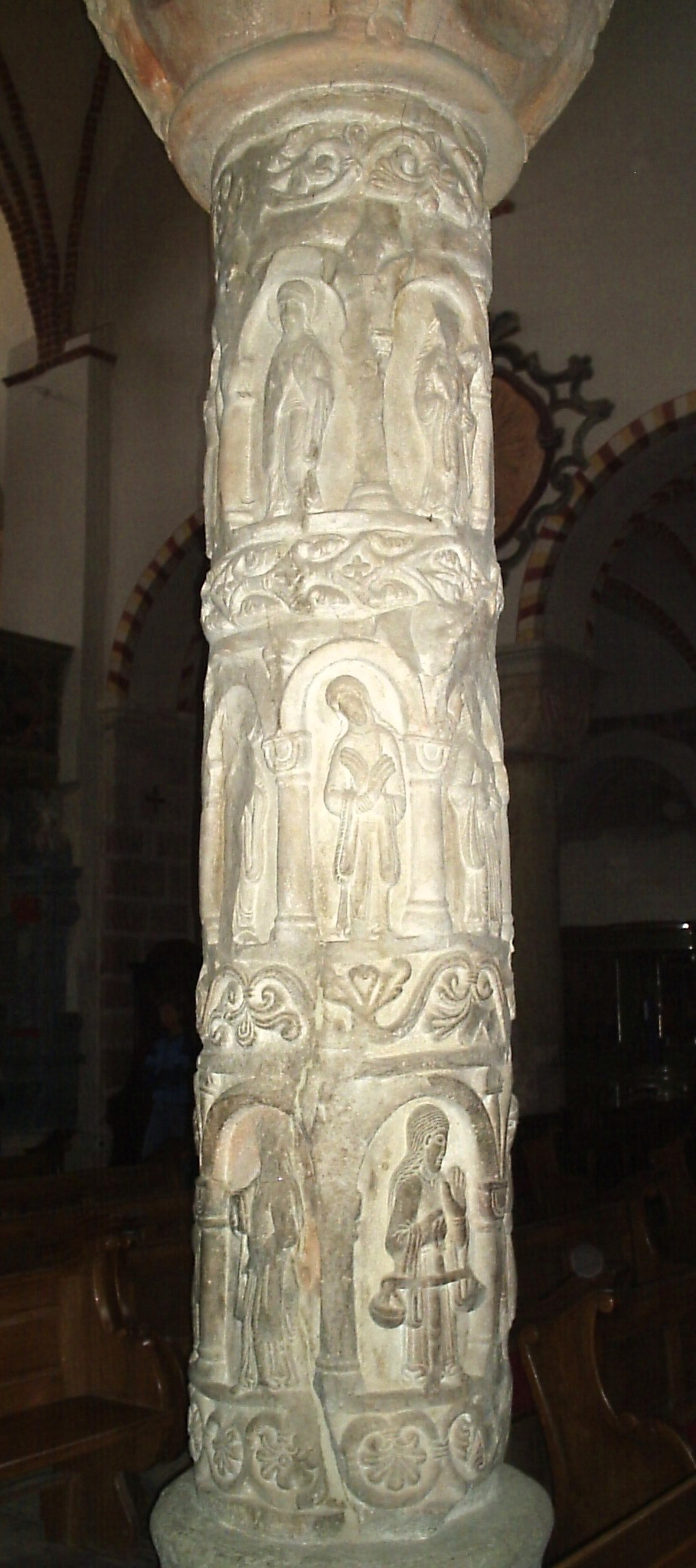
Kolumna cnót

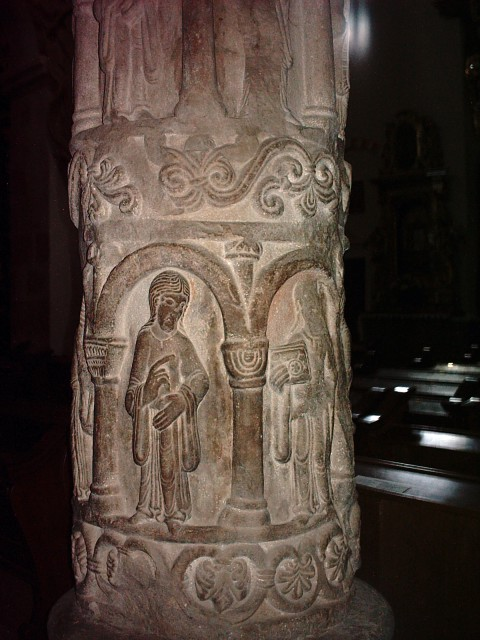
Kolumna cnót: Cierpliwości (z lewej) i Roztropności (z prawej)

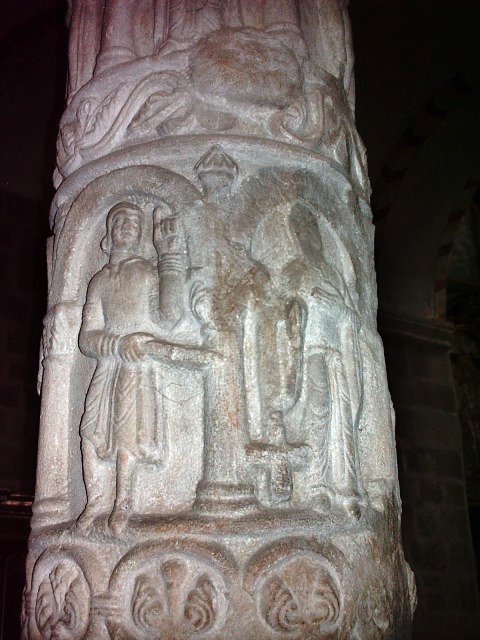
Kolumna przywar: Krzywoprzysięstwo (z lewej) i Niewiara lub Bałwochwalstwo (z prawej)

Kolumny pokryte płaskorzeźbą figuralną – należą do unikatowych zabytków romańskich. W całej Europie, oprócz kolumn strzeleńskich, zachowały się rzeźbione kolumny tylko w Hiszpanii w Santiago de Compostela (w katedrze św. Jakuba) oraz we Włoszech, w Wenecji (w katedrze św. Marka). Kolumny te są wykonane z piaskowca przywiezionego najprawdopodobniej z Brzeźna – okolice Konina (Wielkopolska). Datowane są one na 2. połowę wieku XII i początek XIII.

### Odkrycie
Odkryte zostały podczas prac remontowych prowadzonych w 1946 r. przez Zdzisława Kępińskiego (kolumny zostały obmurowane do kształtu prostokątnych filarów najprawdopodobniej podczas przeróbek w  okresie baroku).

### Opis stylistyczny
Różnice stylistyczne pomiędzy przedstawieniami świadczą, że kolumny wykonywał cały warsztat, a nie jeden twórca. Płaskorzeźby na kolumnach w bazylice Świętej Trójcy podzielone są ornamentem na trzy pasy, w których w polach rozdzielonych arkadkami przedstawiono personifikacje cnót (kolumna po stronie południowej i wschodniej kojarzonej z dobrem) i przywar (kolumna po stronie północnej i zachodniej kojarzonej ze złem i siłami szatana). Południe mówi jak mamy czynić, natomiast północ - czego unikać, aby dążyć do świętości, by po śmierci trafić do nieba, a nie do piekła. Treści zawarte w kolumnach miały wyraźne zadania wychowawcze.
Na każdej z kolumn przedstawiono po 18 statycznych postaci, w trzech kondygnacjach oddzielonych ornamentem roślinnym, czyli po sześć w każdej strefie. Każda z tych rzeźb jest inna, posiada własny atrybut, za pomocą którego oglądający może rozpoznać symboliczne jej znaczenie. Razem jest zatem 36 personifikacji: 18 cnót i 18 przywar. Cnoty wyobrażają tylko postacie kobiece z nimbami nad głową, o dużych dłoniach i wydłużonych twarzach. Przywary uosabiają zarówno kobiety, jak i mężczyźni. Nie wszystkie postacie można dzisiaj rozszyfrować.

### Opisy postaci na kolumnach
Kolumna południowa – kolumna cnót.
Wśród wszystkich postaci zawartych na tej kolumnie możemy odczytać:
- Sprawiedliwość – postać trzyma w ręku wagę,
- Wiarę – postać trzyma dwa krzyże, oraz z obłoków wyłania się błogosławiąca Ręka Boża,
- Mądrość (roztropność) – z księgą w ręku,
- Cierpliwość – wyciągnięty palec wskazujący na klatce piersiowej,
- Pokorę – ręce skrzyżowane na piersiach i głowa pochylona – w średniowieczu to królowa cnót,
- Posłuszeństwo – ręce są otwarte do obserwatora, w taki sam sposób rycerstwo oddawało posłuszeństwo swojemu władcy, taki sam motyw możemy zaobserwować na tympanonie Zwiastowania,
- Wstrzemięźliwość – szeroko otwarte ramiona przez kobietę,
- Czystość – niewiasta trzyma berło zakończone kwiatem lilii,
- Pokój Chrystusowy – lewa ręka uniesiona w geście powitania.

Kolumna północna – kolumna przywar. Możemy wyróżnić następujące grzechy i wady na tej kolumnie:
- Gniew – kobieta szarpiąca oburącz ze złości własne włosy,
- Morderstwo – młody mężczyzna w tunice rycerskiej z długim mieczem,
- Pychę – postać zachwyca się wręcz swoim długim przepięknym warkoczem,
- Krzywoprzysięstwo – postać ma jedną rękę na księdze, a drugą unosi w geście przysięgi, jednak dłonie są użyte odwrotnie niż powinny,
- Obżarstwo – postać, która wyraźnie łapczywie coś zjada,
- Rozpustę – naga postać kobieca zasłaniająca wstydliwe części ciała, "polska wenus wstydliwa" – pierwsze w polskiej sztuce sakralnej przedstawienie nagiej kobiety, uosabiającej rozpustę.
- Swawolę – młody człowiek z dzwonkiem uniesionym w prawej ręce,
- Bluźnierstwo – postać z oszczepem bez ostrza,
- Zawiść – kobieta trzymająca węża.

Na obu kolumnach jest wiele takich postaci, których identyfikacja jest niemożliwa, gdyż są bardzo zniszczone. Największą szkodę przypisuje się wojskom szwedzkim, które ze świątyni podczas potopu zrobiły stadninę do koni i mieczami dla zabawy niszczyli kolumny. Część z nich została zniszczona lub utraciła atrybuty, które ułatwiały rozpoznanie.

### Opis głowicy kolumny cnót
Kolumny posiadają głowice kostkowe, zaokrąglone na końcach. Zdobią je półkoliste tarcze, rozety i palmety. Kostkową głowicę kolumny cnót zdobi relief przedstawiający scenę chrztu Chrystusa w Jordanie. Chrystus zanurzony jest po pas w wodzie, która układa się w pagórek. Obok znajduje się Jan Chrzciciel, który dotyka ręką Chrystusa. W wydarzeniu uczestniczą aniołowie (częściowo zrekonstruowani). Chrzest oznacza źródło cnót. Na romańskich chrzcielnicach przedstawiono pasy personifikacja cnót ponad pasem przywar. Scena chrztu nawiązuje do tej pracy i oznacza triumf cnót.

### Geneza przedstawienia
Pod koniec XII wieku, gdy kolumny te powstawały, istniała już kilkusetletnia tradycja przedstawiania pojęć w formie postaci ludzkiej (malarstwo miniaturowe), znane też były artystyczne przedstawienia walki cnót z wadami (motyw psychomachii wprowadzony w „Psychomachii" Prudencjusza Aureliusza). Inspiracja: Zwierciadło dziewic, gdzie na ilustracjach zestawiano drzewo z przywarami i drzewo z cnotami; Korowód cnót Hildegardy z Bingen.

### Kolumny kostkowe
W typie sasko-turyńskim, gdzie występuje charakterystyczna głowica z aniołami na narożach, odpowiednik w kościele św. Michała w Hildesheimie i klasztoru 
w Hammersleben.

## Tympanony

### Tympanon fundacyjny

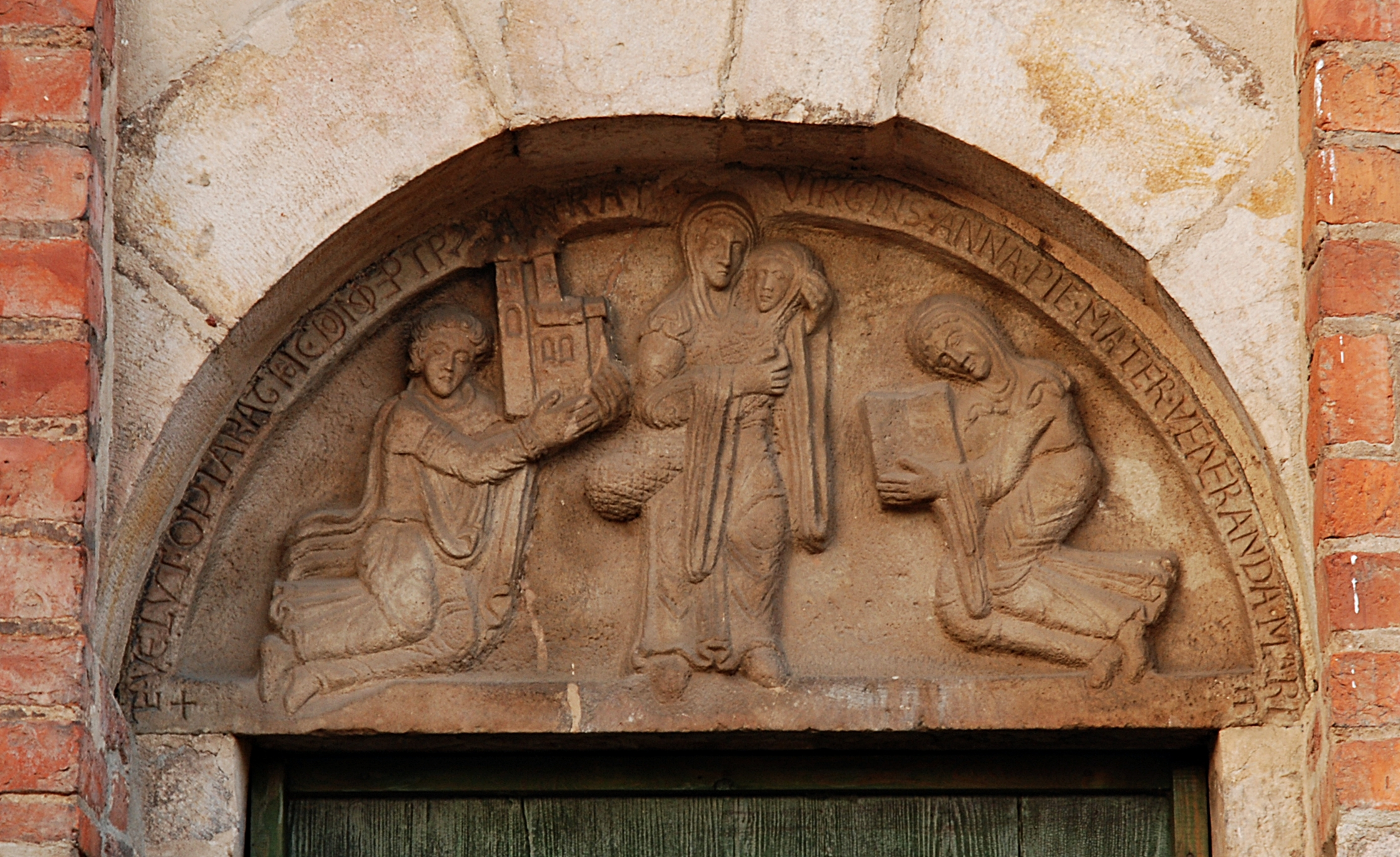
Tympanon fundacyjny

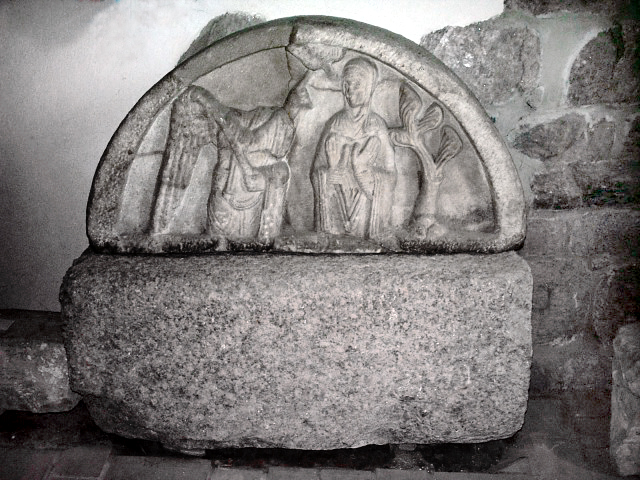
Tympanon Zwiastowania

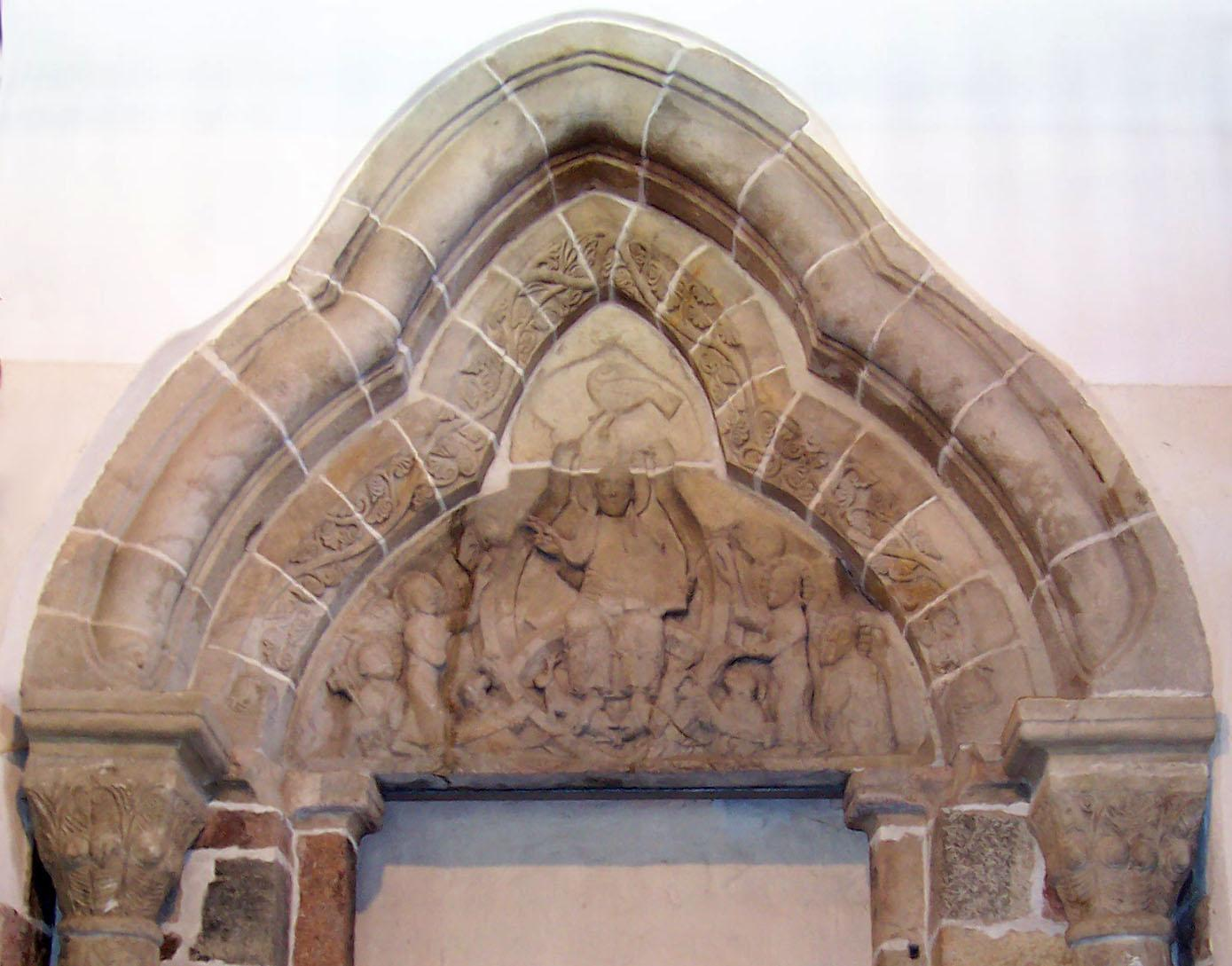
Tympanon północny

Tympanon znajduje się na zewnątrz kościoła, od południa, nad wejściem do kaplicy św. Barbary. Przedstawia św. Annę trzymającą maleńką, jeszcze w powijakach, Najświętszą Maryję Pannę na ręku, a po bokach klęczące postacie: fundatora Piotra Wszeborowica z niezbyt dokładnym modelem świątyni pokazującym tylko niektóre jej cechy. Po drugiej stronie widzimy kobietę z księgą w dłoniach. Jej tożsamość nie jest znana. Niektórzy dopatrują się w niej współfundatorki, a inni norbertańskiej przeoryszy. Od dołu tympanonu, wśród wici roślinnych, błogosławiąca dłoń Boga Ojca. Dookoła tej płaskorzeźby znajduje się łacińska inskrypcja: "TE VELVT OPTARAT HOC DONO PETRVS HONORAT VIRGINIS ANNA PIE MATER VENERANDA MARIE", która znaczy: "Tobie Anno, czcigodna matko pobożnej dziewicy Maryi, darem tym cześć oddaje Piotr, tak jak ongiś sobie tego życzył".

### Tympanon Zwiastowania
Został znaleziony we fragmentach podczas prac remontowych (część znana była wcześniej) – do obejrzenia w lapidarium w muzeum znajdującym się w pozostałościach zabudowań klasztornych. Widoczna jest na nim postać Maryi, która wierzchem dłoni dotyka piersi, co oznacza posłuszeństwo. Po prawej podchodzący do niej archanioł Gabriel wskazuje na gołębia nad głową Maryi. Po lewej stronie widoczna jest roślina wyobrażająca drzewo życia. Jest to aluzja do Ewy. Maryja ma być tą, dzięki której zostaną zmyte grzechy. Nie wszystkie części tympanonu udało się odnaleźć, stąd postać archanioła nie ma głowy.

### Tympanon północny
Jest to portal najpóźniejszy, ukończony w XIII w. Posiada trójlistny wykrój i ujmuje go sfazowana archiwolta dekorowana wicią roślinną wyrastająca z lwich paszczy. Całość wieńczy ceramiczna archiwolta o profilu półwałka, mocno wysunięta do przodu.
Przedstawiona scena zalicza się do typu Maiestas Domini (Chrystus Triumfujący) i stanowi główne założenie ikonograficzne portalu. Chrystus siedząc na tęczy depcze bestie, co nawiązuje do 13 Psalmu. Widoczne są tu skojarzenia z późnoantyczną, triumfalną ikonografią cesarską. Prawa rękę wznosi w geście błogosławieństwa, lewą podtrzymuje wspartą o Księgę Żywota. Nad jego głową widoczna jest gołębica jako symbol Ducha Świętego Mandorlę z obu stron podtrzymują aniołowie, zapewne Archanioł Gabriel i Archanioł Michał. U stóp postaci anielskich, po bokach dolnej części mandorli widać zookefaliczne półpostaci św. Marka i św. Łukasza. W skrajnych rogach tympanonu poza aniołami, znajdują się jeszcze półpostaci świętych, po lewej św. Piotr z kluczami, po prawej św. Paweł z księgą. Jest to nawiązanie do Traditio Legis, przekazywania prawa boskiego rządcom kościoła ziemskiego. Zestawienie w pary po obu stronach mandorli wizerunków świętych i ewangelistów ma swoje uzasadnienie, bowiem Marka uważano za ucznia św. Piotra, a Łukasza za towarzysza św. Pawła.
Za inspirację do powstania tego tympanonu uważa się tympanon z Landsberg am Lech (kompozycja), a treściowo proroctwo św. Izajasza i związane z nim fragmenty Ewangelii św. Marka i Łukasza. Analogie odnajduje się w tympanonie z kościoła św. Mikołaja w Wysocicach.

## Inne elementy wystroju
W ostatnich latach odnaleziono we wnętrzu kościoła wiele barwnych polichromii. Niektóre z nich są już odsłonięte, inne czekają na zabiegi konserwatorskie. Odsłonięty jest zachowany fragment nad ołtarzem głównym, na sklepieniu pod wieżą od strony południowej.
Do ciekawych zabytków należą także: tęczowa belka z 1740 r., zespół pięciu konfesjonałów z 1741 ozdobiony malowidłami z życia Jezusa Chrystusa i Maryi Panny (w części górnej) oraz innymi scenami. Dodatkowo sceny opisane są napisami w języku polskim.
Cennym zabytkiem jest też ołtarz św. Krzyża, zdobiony 658 relikwiami.